# صوراني (تصوير)

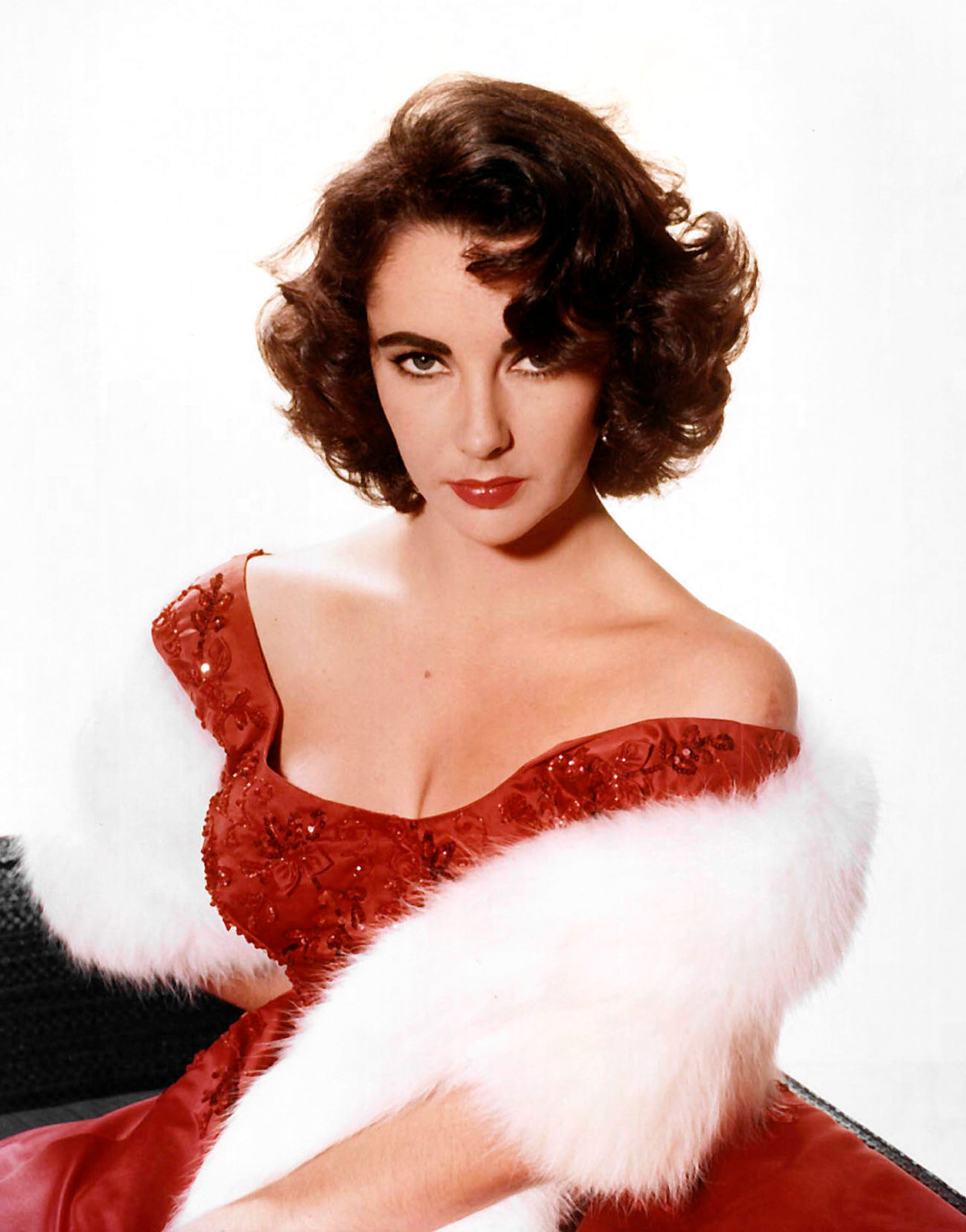
إليزابيث تيلور, والتي حازت على لقب «أكثر المشاهير صورَوِيَّةً في التاريخ»

صُورانِيّ أو صورَوِيَ (نسبة إلى كلمة صورة، (بالإنجليزية: Photogenic)) هي صفة تطلق على شخص (أو شيء) يظهر جميلا خلابا وجذابا في الصور الضوئية.
كون الشخص صورانياً منوط عادة بجاذبيته الجسدية في الواقع، فعادة ما يوصف عارضو الأزياء بكونهم صورَويين. بُنية عظام الوجه قد تكون بشكلٍ غير جميل أو جذاب بالواقع، إلا أنَّها عند تصويرها تبدو جذابةً.

## السحرياء
بعض الأشخاص الذين يُعتبرون جذابين في الواقع قد لا يكونون صورويين، وهذا لأنَّ جاذبيتهم تنبع من سحريائهم الشخصي الذي يوحي بجاذبيتهم في الواقع من طريقة سيرهم وحركاتهم وتعبيرهم عن أنفسهم. بينما تبرز هذه الصفات في الواقع وتؤثر إيجابياً على النظرة الذاتية إلى جاذبية الشخص، فإنَّ التصوير الساكن لا يمكنه إبراز كامل هذه الصفات مما يؤثر سلبياً عليها ليبدو أقل جاذبية.

## الإضاءة
إنَّ الإضاءة في التصوير من العوامل الأعظم تأثيراً على صوروية الشخص في الصورة. إضافة إلى أنَّ شكل المرء قد يبدو مختلفاً حسب زاوية الإضاءة وشدتها، فالوجوه شديدة البياض مثلا قد تبدو شاحبة تحت الضوء الشديد، أو أنَّ الإضاءة قد تُبرز نتوآت وتجاعيد في الوجه فتكون منفرة أو أن تبدو مهوَّلة عما هي عليه في الواقع.